# Gromada Zawada
Gromada Zawada war eine Verwaltungseinheit in der Volksrepublik Polen von 1954 bis 1959. Verwaltet wurde die Gromada vom Gromadzka Rada Narodowa, dessen Sitz sich in Zawada befand und der aus 9 Mitgliedern bestand.

Die Gromada Zawada gehörte zum Powiat Częstochowski in der Woiwodschaft Katowice (damals Stalinogród) und bestand aus den ehemaligen Gromadas Małusy Wielkie und Zawada der aufgelösten Gmina Mstów sowie dem Waldgebiet Małusy aus dem Forstbezirk Julianka.
Am 31. Dezember 1959 wurde die Gromada Zawada aufgelöst und auf die Gromada Mstów und Gromada Brzyszów aufgeteilt.